# Mīānzūlan
Mīānzūlan (persiska: موزِلان, ميان زولان, Mūzelān, میانزولان) är en ort i Iran.   Den ligger i provinsen Hamadan, i den nordvästra delen av landet, 300 km sydväst om huvudstaden Teheran. Mīānzūlan ligger 1 652 meter över havet och antalet invånare är 188.
Terrängen runt Mīānzūlan är kuperad åt sydväst, men åt nordost är den platt.Runt Mīānzūlan är det ganska tätbefolkat, med 104 invånare per kvadratkilometer. Närmaste större samhälle är Nahāvand, 18,7 km sydväst om Mīānzūlan. Trakten runt Mīānzūlan består i huvudsak av gräsmarker.